# Actinodontium
Actinodontium là một chi rêu trong họ Daltoniaceae.